# Панахова, Амалия Алиш кызы
Амалия Алиш кызы Панахова (азерб. Amaliya Əliş qizi Pənahova; 15 июня 1945, Кировабад — 8 ноября 2018, Баку) — советская и азербайджанская актриса театра и кино, педагог. Доктор искусствоведения, профессор. Народная артистка Азербайджанской ССР и Армянской ССР (1985).

## Биография
Родилась 15 июня 1945 года в городе Кировабад. В 1966 году окончила Бакинский театральный институт. Являлась актрисой Азербайджанского государственного академического национального драматического театра, с 1992 года по день смерти — директор Бакинского муниципального театра. Сыграла более 300 ролей в театре и кино и поставила около двадцати спектаклей в качестве режиссёра. Являлась депутатом Милли Меджлиса второго созыва.
Скончалась 7 ноября 2018 года в Баку. Похоронена на бакинском кладбище «Гурд гапысы».

## Личная жизнь
Муж — народный артист Азербайджана Юсиф Мухтаров.

## Награды и премии
- Заслуженная артистка Азербайджанской ССР (1 июня 1974 года).
- Народная артистка Азербайджанской ССР (28 декабря 1985 года).
- Народная артистка Армянской ССР (1985).
- Государственная премия Азербайджанской ССР (1972).
- Премия Ленинского комсомола (1968).
- Орден «Слава» (8 июля 1995 года) — за заслуги в развитии Азербайджанского национального театрального искусства[2].
- Персональная пенсия Президента Азербайджанской Республики (5 июля 2003 года)[3].
- Орден «Честь» (25 июня 2013 года) — за заслуги в развитии азербайджанского театра[4].
- Почётный диплом Президента Азербайджанской Республики (17 июня 2015 года) — за большие заслуги в развитии азербайджанской культуры[5].
- Премия «Хумай» (2019, посмертно).
- Золотая медаль «Театральный деятель»[азерб.] (2005, Союз театральных деятелей Азербайджана).

## Избранная фильмография
- 1983 — Учитель музыки — учитель математики
- 1980 — Я ещё вернусь — Фахранда
- 1979 — Я придумываю песню — мать
- 1979 — Чудак — Фариде
- 1979 — Бабек — Зарниса
- 1977 — Удар в спину — Зиба
- 1977 — Гариб в стране Джиннов — Зарри, рабыня
- 1975 — Мезозойская история — Нармина
- 1973 — Попутный ветер / Větrné moře (СССР, Чехословакия) — Хадиджа
- 1972 — Я вырос у моря — Халида
- 1972 — Жизнь испытывает нас — Минавер
- 1966 — Почему ты молчишь? — — женщина с ребенком
- 1963 — Где Ахмед? — Масма